# Донє Цьєпидлаке
45°41′ пн. ш. 17°23′ сх. д. / 45.68° пн. ш. 17.39° сх. д.
Донє Цьєпидлаке (хорв. Donje Cjepidlake) — населений пункт у Хорватії, у Б'єловарсько-Білогорській жупанії у складі громади Джуловаць.

## Населення
Населення за даними перепису 2011 року становило 3 осіб.
Динаміка чисельності населення поселення: